# Columnar Valley
Das Columnar Valley (englisch für Säulental) ist ein Tal mit nordwest-südöstlicher Ausrichtung im ostantarktischen Viktorialand. Im nordwestlichen Abschnitt der Royal Society Range liegt es zwischen dem Gebirgskamm The Handle und dem Table Mountain.
Alan Sherwood, Leiter der von 1987 bis 1988 dauernden Kampagne des New Zealand Geological Survey, gab ihm seinen deskriptiven Namen, der sich von den Doleritsäulen in der Wandung des Tals ableitet.